# Before This World
Before This World è il diciassettesimo album in studio del cantautore statunitense James Taylor, pubblicato nel giugno 2015. 
Si tratta del primo disco contenente materiale originale dal 2002, quando uscì October Road.

## Tracce
Tutte le tracce sono di James Taylor, tranne dove indicato.
1. Today Today Today – 3:09
2. You and I Again – 3:52
3. Angels of Fenway – 3:18
4. Stretch of The Highway – 5:32
5. Montana – 3:25
6. Watchin' Over Me – 4:07
7. SnowTime – 5:48
8. Before This World / Jolly Springtime (featuring Sting) – 5:34
9. Far Afghanistan – 4:04
10. Wild Mountain Thyme (Francis McPeake) – 2:56

## Classifiche
| Classifica (2015) | Posizione raggiunta |
| ----------------- | ------------------- |
| Australia         | 12                  |
| Canada            | 10                  |
| Italia            | 22                  |
| Regno Unito       | 4                   |
| Stati Uniti       | 1                   |